# 매사추세츠 대학교 애머스트
매사추세츠 대학교 애머스트 캠퍼스(University of Massachusetts Amherst)는 매사추세츠주의 애머스트 대학가에 위치한 Tier-1 상위권 명문 주립대학으로 매사추세츠 대학교의 5개의 캠퍼스(보스턴, 로웰, 다트머스, 의과대학)중 중심이 되는 메인 플래그쉽 캠퍼스이다. 근처의 애머스트 대학교, 스미스 여자대학교, 햄프셔 대학교, 마운트 홀리요크 대학교와 함께 파이오니어 밸리의 파이브 칼리지(Five College)에 속한다.

## 교육
매사추세츠 대학교 애머스트는 다양한 학술적 선택을 제공하며, 1,174명의 전임교수 중 93%가 각자의 분야에서 가장 높은 학위를 소지하고 있다. 2015년 입학 평균 SAT 점수는 1226이고 내신은 4.00 만점에 3.83 이었다. 학교에는 대략 23,000명의 학부생들이 재학중이며 86개의 학사학위 프로그램을 운영중이다. 학생대 교수비율은 17:1이다. 매사추세츠 애머스트는 또한 입학 평균 SAT 점수가 1390인 커먼웰스 어너 칼리지를 운영중이다. 커먼웰스 어너 칼리지는 개인별 맞춤형 상담이나 학생대 교수비율이 적은 소규모 교실 등 높은 질의 교육을 제공중이다.

### 단과대학

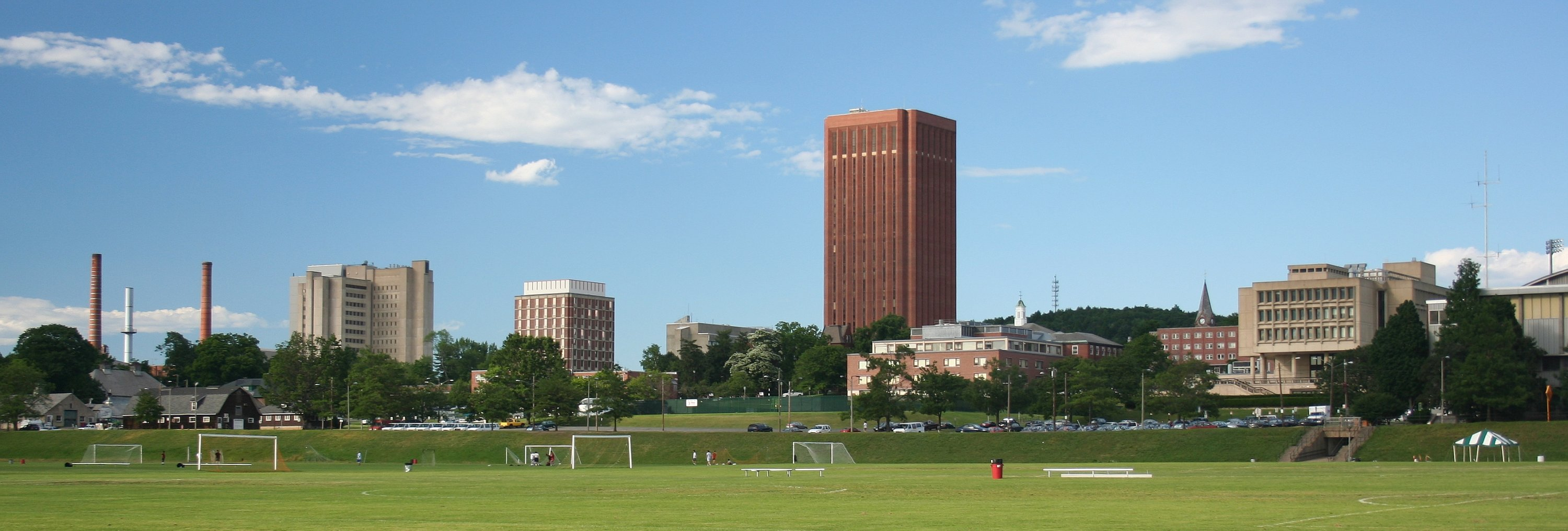
대학 남부 캠퍼스 전경

매사추세츠 대학교 애머스트에서는 총 90 여개의 학부 학과와 65개의 대학원 과정을 통해 학사, 석사, 그리고 박사 학위를 취득할 수 있다. 다음은 매사추세츠 대학교 애머스트의 9개 단과대학이다:
- 교육대학 (School of Education)
- 공과대학 (College of Engineering)
- 인문과학 및 예술대학 (College of Humanities and Fine Arts)
- 경영대학 (Isenberg School of Management)
- 자연과학대학 (College of Natural Sciences)
- 간호대학 (School of Nursing)
- 공중보건 및 보건과학 대학 (School of Public Health and Health Sciences)
- 사회 및 행동과학 대학 (College of Social and Behavioral Sciences)
- 농업대학 (Stockbridge School of Agriculture)

또한 이 외에도 본인이 스스로 학과를 만들 수 있는 BDIC (Bachelor's Degree with Individual Concentration)이라는 시스템이 존재한다.

### 랭킹과 명성

#### 유명한 분야
- 스포츠경영 (Sport Management)
- 경제학 (Economics)
- 청정에너지 (Clean Energy)
- 언어학 (Linguistics)
- 컴퓨터과학/인공지능 (Computer Science/Artificial Intelligence)
- 나노테크놀러지 (Nanotechnology)
- 환경과학 (Environmental Science)
- 뇌신경과학 (Neuroscience)
- 식품과학 (Food Science)
- 고분자과학 및 공학 (Polymer Science and Engineering)
- 생활과학 (Life Sciences)
- 원격감지 (Remote Sensing)
- 사회학 (Sociology)
- 호텔경영학 (Hospitality management)
- 천문우주학 및 우주과학 (Astronomy & Space Science)
- 커뮤니케이션(Communication)

#### 미국대학 및 세계대학 순위
영국 더 타임스 선정 세계대학 순위
- 종합 순위: 106위 (2021년)[2]
- 세계적 명성: 91-100위 (2015년) 19위(2011년)
- 미국내 랭킹: 67위 (2021년)
- 공과계열: 95위(2021년)
- 자연과학계열: 78위 (2021년)
- 인문,예술계열: 92위 (2021년)
- 사회과학계열: 91위 (2021년)

미국 최고의 대학 랭킹 (America's Best Colleges) U.S. News & World Report 선정 2022년
- 종합 순위: 67위
- 공립대학: 26위
- 컴퓨터과학: 20위[4]
- 컴퓨터과학/인공지능 분야: 11위(2018)[5]
- 컴퓨터과학/컴퓨터시스템 분야: 18위
- 공과대학원: 65위
- 간호학: 48위
- 정치학: 56위
- 교육대학원: 51위
- 언어병리학: 39위
- 사회학: 30위
- 영문학: 57위
- 물리학: 56위
- 지구과학: 46위
- 심리학: 53위
- 화학: 52위
- 사학: 44위
- 수학: 55위
- 통계학: 74위
- 생물학: 54위[6]
- 공학 프로그램: 65위[7]

프린스톤 리뷰(Princeton Review) 2006년
- 경영대학원(MBA): 2위[8]

미국 국립연구회의 (The National Research Council)
- 컴퓨터과학: 18위
- 고분자학: 2위

미국 발명가 학회
- 미국특허에 기여한 세계 최고 100개 대학 : 30위

미국 과학정보연구소 (Institute for Scientific Information)
- 화학공학: 5위
- 컴퓨터과학: 9위[6]

1995년의 연구에선 매사추세츠 대학교 애머스트를 44개의 공립 대학 중 학부생 졸업 비율이 높은 8위를 차지하였다.
2009년 MSN.com의 기사에는 매사추세츠주의 애머스트 도시가 미국 최고의 대학가 1위로 선정된 바있다.

## 같이 보기
애머스트 캠퍼스 파이브 칼리지
- 매사추세츠 대학교 앰허스트
- 앰허스트 대학교
- 스미스 여자대학교
- 마운트 홀리요크 대학교
- 햄프셔 대학교